# Star Wars: Shadows of the Empire
Star Wars: Shadows of the Empire är ett Star Wars-baserat TV-spel från 1996, utvecklat av Lucasarts, för Nintendo 64, 1997 även för PC. Huvudpersonen i spelet är legosoldaten Dash Rendar från Steve Perrys roman som gavs ut vid samma tid som spelet.
Spelets handling, som förs framåt med hjälp av stillbilder och text efter de avklarade spelnivåerna, utspelas, liksom romanen, under och efter filmen Rymdimperiet slår tillbaka. Som Dash Rendar ska spelaren skydda Luke Skywalker och tillsammans med Luke Skywalker och Leia Organa rädda Han Solo samt störta den onde prins Xzisor. Dessa uppdrag fortgår över tio spelnivåer där den första är ojämförligt den bästa och roligaste, enligt recensenterna Skyler Miller och John Broady. De olika nivåerna i detta 3D-spel har olika karaktär, där några simulerar exempelvis flygning eller framförande av en "snowspeeder" i hisnande fart medan andra är förstapersonsskjutarnivåer där det gäller att besegra huvudskurken och på vägen skjuta ned övriga fiender. Ljudeffekterna och grafiken är, enligt Broady, utmärkta, liksom första spelnivån, men svårigheterna att styra huvudpersonen samtidigt som sparfunktionen är begränsad gör spelet bitvis väl frustrerande. Till PC-versionen har en del bitar förbättrats, enligt recensenten Jeff Gerstmann, bland annat har tal lagts till, men även PC-versionen brister i kontrollfunktionerna.

### Fotnoter
1. 1 2 3 4 5  The History of Star Wars Video Games Skyler Miller, (1999), Shadows of the Empire, GameSpot.com
2. ↑  Gamespot's History of Star Wars Games Elliott Chin och Greg Kasawin, (1999), Shadows of the Empire, GameSpot.com
3. 1 2 3 4 5  Star Wars: Shadow of the Empire Review John Broady, (4 december 1996), GameSpot.com
4. ↑  Star Wars: Shadows of the Empire Review for PC Jeff Gerstmann, (9 oktober 1997), GameSpot.com